# Elecciones parlamentarias de Macedonia de 2006

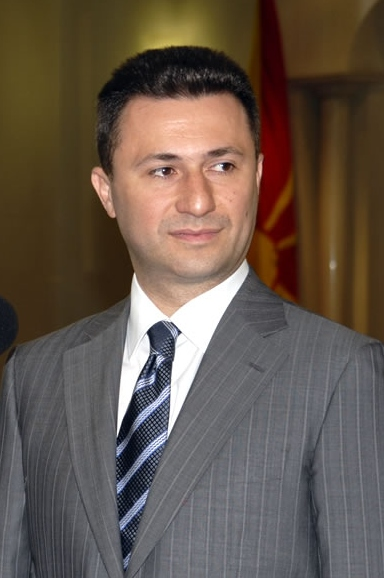
ikola Gruevski salió elegido presidente

Las elecciones parlamentarias de Macedonia fueron realizadas el 5 de julio de 2006. El resultado fue la victoria para la coalición liderada por el VMRO-DPMNE, la cual obtuvo 45 de los 120 escaños.

## Sistema electoral
El país fue dividido en 6 circunscripciones, de las cuales se elegían a 20 miembros por medio de la representación proporcional. El sistema de votación aplicado fue el sistema d'Hondt con una barrera electoral del 5%.

## Campaña
La comunidad internacional envió a 6 000 observadores para controlar los procedimientos electorales, de la que tanto funcionarios de la OTAN como de la Unión Europea vieron las elecciones como una prueba clave de las ambiciones macedonias de unirse a ambas organizaciones, después de que fracasaran las elecciones locales realizadas en marzo de 2005, debido a irregularidades. La campaña electoral de 2006 estuvo marcada por gravs confrontaciones políticas, llegando a ser ocasionalmente violentos, principalmente entre los dos proincipales partidos políticos de etnia albanesa: la Unión Democrática por la Integración y el Partido Democrático de los Albaneses. Esta situación provocó un deterioro en la imagen internacional del país. Cuando se intensificaron los enfrentaminetos entres estos dos partidos albaneses, se envió una ofensiva por parte de oficiales de Occidente, para poner fin a las irregularidades. Estos refuerzos fueron apoyados por los partidos étnicamente macedonios, pero también por los llamados de los Primeros ministros de Albania y Kosovo. La situación dentro del bloque albanés no pareció mejorar lo suficiente y, además, el 22 de junio de 2006 en el centro de Skopje, se llevó a cabo un enfrentamiento entre los dos principales partidos políticos de etnia albanesa (el VMRO-DPMNE y el SDSM). 
Los representantes de la UE y los Estados Unidos continuaron con sus esfuerzos para cesar el conflicto. La OTAN advirtió sobre la violencia preelectoral o el riesgo que retrasaba las ambiciones del país en unirse a la organización militar (como fue el caso de la intervención de la OTAN en 2001 (Operación Cosecha Esencial y Zorro Ámbar) quienes ayudaron a prevenir que el conflicto étnico evolucionara a una guerra civil a gran escala). Los problemas dentro del bloque macedonio se detuvieron de inmedianto, y los incidentes dentros de los partidos albaneses lo hicieron de manera progresiva. La última semana de la campaña electoral fue tranquila, casi sin incidentes.

## Resultados
| Coalición o partido                                              | Coalición o partido                                              | Votos     | %    | Escaños |
| ---------------------------------------------------------------- | ---------------------------------------------------------------- | --------- | ---- | ------- |
| Coalición                                                        | VRMO-DPNME                                                       | 303 543   | 32.5 | 38      |
| Coalición                                                        | Partido Liberal                                                  | 303 543   | 32.5 | 2       |
| Coalición                                                        | Partido Socialista                                               | 303 543   | 32.5 | 3       |
| Coalición                                                        | Unión Democrática                                                | 303 543   | 32.5 | 1       |
| Coalición                                                        | Unión de Roma en Macedonia                                       | 303 543   | 32.5 | 1       |
| Coalición                                                        | Partido por el Movimiento de los Turcos en Macedonia             | 303 543   | 32.5 | 0       |
| Coalición                                                        | Partido de Acción Democrática                                    | 303 543   | 32.5 | 0       |
| Coalición                                                        | Partido de Valacos                                               | 303 543   | 32.5 | 0       |
| Coalición                                                        | Partido Europeo                                                  | 303 543   | 32.5 | 0       |
| Coalición                                                        | Los Verdes                                                       | 303 543   | 32.5 | 0       |
| Coalición                                                        | Movimiento Popular                                               | 303 543   | 32.5 | 0       |
| Coalición                                                        | Partido Democrático de los Bosníacos                             | 303 543   | 32.5 | 0       |
| Coalición                                                        | Partido de las Fuerzas Democráticas de Roma en Macedonia         | 303 543   | 32.5 | 0       |
| Coalición                                                        | Partido por la Integración de Roma                               | 303 543   | 32.5 | 0       |
| Juntos por Macedonia                                             | Unión Socialdemócrata de Macedonia                               | 218 164   | 23.3 | 23      |
| Juntos por Macedonia                                             | Partido Democrático Liberal                                      | 218 164   | 23.3 | 5       |
| Juntos por Macedonia                                             | Partido Democrático de los Turcos                                | 218 164   | 23.3 | 2       |
| Juntos por Macedonia                                             | Partido Unido de las Romas en Macedonia                          | 218 164   | 23.3 | 1       |
| Juntos por Macedonia                                             | Partido Democrático de los Serbios en Macedonia                  | 218 164   | 23.3 | 1       |
| Juntos por Macedonia                                             | Unión Democrática de Valacos                                     | 218 164   | 23.3 | 0       |
| Juntos por Macedonia                                             | Partido Obrero Campesino                                         | 218 164   | 23.3 | 0       |
| Juntos por Macedonia                                             | Partido Socialista Cristiano                                     | 218 164   | 23.3 | 0       |
| Juntos por Macedonia                                             | Partido Verde                                                    | 218 164   | 23.3 | 0       |
| Coalición                                                        | Unión Democrática para la Integración                            | 114 301   | 12.2 | 13      |
| Coalición                                                        | Partido por la Prosperidad Democrática                           | 114 301   | 12.2 | 3       |
| Coalición                                                        | Liga Democrática de Bosníacos                                    | 114 301   | 12.2 | 0       |
| Partido Democrático de los Albaneses                             | Partido Democrático de los Albaneses                             | 70 137    | 7.5  | 11      |
| VMRO-Partido Popular                                             | VMRO-Partido Popular                                             | 57 204    | 6.1  | 6       |
| Nuevo Partido Socialdemócrata                                    | Nuevo Partido Socialdemócrata                                    | 57 049    | 6.1  | 7       |
| Renovación Democrática                                           | Renovación Democrática                                           | 17 592    | 1.9  | 1       |
| Renovación Económica                                             | Renovación Económica                                             | 13 114    | 1.4  | 0       |
| Partido Popular Agrícola                                         | Partido Popular Agrícola                                         | 12 622    | 1.3  | 0       |
| Por un Futuro Europeo                                            | Por un Futuro Europeo                                            | 11 441    | 1.2  | 1       |
| Alternativa Democrática                                          | Alternativa Democrática                                          | 11 175    | 1.2  | 0       |
| Partido Socialdemócrata                                          | Partido Socialdemócrata                                          | 8 375     | 0.9  | 0       |
| Partido Democrático Nacional                                     | Partido Democrático Nacional                                     | 4 491     | 0.5  | 0       |
| Alternativa Nacional                                             | Alternativa Nacional                                             | 4 254     | 0.5  | 0       |
| Nuevas Fuerzas Democráticas-Alianza Democrática de los Albaneses | Nuevas Fuerzas Democráticas-Alianza Democrática de los Albaneses | 4 142     | 0.4  | 0       |
| Unión de las Fuerzas de Izquierda de Tito                        | Unión de las Fuerzas de Izquierda de Tito                        | 2 990     | 0.3  | 0       |
| Unión Democrática-Republicana                                    | Unión Democrática-Republicana                                    | 2 674     | 0.3  | 0       |
| Liga por la Democracia                                           | Liga por la Democracia                                           | 2 664     | 0.3  | 0       |
| Partido Macedonio                                                | Partido Macedonio                                                | 2 212     | 0.2  | 0       |
| Por un Futuro Democrático                                        | Por un Futuro Democrático                                        | 1 472     | 0.2  | 0       |
| TMRO                                                             | TMRO                                                             | 1 428     | 0.2  | 0       |
| Partido Radical de los Serbios en Macedonia                      | Partido Radical de los Serbios en Macedonia                      | 1 274     | 0.1  | 0       |
| Mcedonios Unidos                                                 | Mcedonios Unidos                                                 | 1 270     | 0.1  | 0       |
| VRMO-Partido Democrático                                         | VRMO-Partido Democrático                                         | 1 222     | 0.1  | 0       |
| Fuerzas Izquierdistas                                            | Fuerzas Izquierdistas                                            | 1 186     | 0.1  | 0       |
| Movimiento por la Unidad Nacional de los Turcos                  | Movimiento por la Unidad Nacional de los Turcos                  | 899       | 0.1  | 0       |
| TMORO-VEP                                                        | TMORO-VEP                                                        | 731       | 0.1  | 0       |
| Partido Comunista                                                | Partido Comunista                                                | 602       | 0.1  | 0       |
| DPM-Tetovo                                                       | DPM-Tetovo                                                       | 585       | 0.1  | 0       |
| Centro de Fuerzas Democráticas                                   | Centro de Fuerzas Democráticas                                   | 133       | 0.0  | 0       |
| Partido Democrático "Vamos Macedonia–Forza"                      | Partido Democrático "Vamos Macedonia–Forza"                      | 76        | 0.0  | 0       |
| Independientes                                                   | Independientes                                                   | 6 157     | 0.7  | 1       |
| Votos en blanco/nulos                                            | Votos en blanco/nulos                                            | 37 931    | –    | –       |
| Total                                                            | Total                                                            | 973,110   | 100  | 120     |
| Participación electoral                                          | Participación electoral                                          | 1 741 449 | 56.1 | –       |
| Fuente: Nohlen & Stöver                                          |                                                                  |           |      |         |

## Consecuencias
Durante el día de las elecciones, no se presentaron ninguna clase de incidentes mayores, con irregularidades menores que se presentaron solamente en la zona oeste del país. El conteo de votos también se realizó de forma tranquila, sin que se presentara objeciones. El gobierno de la República de Macedonia, la UE y los Estados Unidos bautizaron las elecciones como "un éxito".
Los resultados mostraron una clara victoria para la coalición dirigida por el partido opositor de derecha, VMRO-DPMNE, obteniendo 45 de los 120 escaños en la Asamblea de la República de Macedonia. La coalición rival de centroizquierda liderada por la Unión Socialdemócrata, obtuvo 35 escaños. La mayoría de votos albaneses fueron hacia la coalición Unión Democrática por la Integración-Partido por la Prosperidad Democrática (DUI-PDP) (17 escaños), mientras que el Partido Democrático de los Albaneses (DPA) obtuvo 11 escaños. Entre otros partidos que obtuvieron escaños fueron: Nuevo Partido Socialdemócrata (NSDP) (7 escaños), el VMRO-NP (6 escaños), Renovación Democrática (DOM) (1 escaño), y Por un Futuro Europeo (PEI) (1 escaño).
Tras fallidas negociaciones entre el VMRO-DPMNE y la Unión Democrática por la Integración considerando la estructura del nuevo gobierno, Nikola Gruevski decidió formar un gobierno con el Partido Democrático de los Albaneses. Después de un complejo proceso de negociaciones (especialmente entre el VMRO-DPMNE y el Nuevo Partido Socialidemócrata), en agosto de 2006, Gruevski anunció que el nuevo gobierno estará compuesto por el VMRO-DPMNE, el DPA, el NSDP, el DOM, y el PEI (65 escaños parlamentarios en total).
La coalición DUI-PDP, enfurecidos por no haber sido parte del nuevo gobierno, realizaron protestas a nivel nacional, las cuales estaban conformadas en su mayoría por albaneses. En mayo de 2007, el PDP ha decidido aceptar la oferta de Gruevski de unirse al gobierno, y en junio el PDP se convirtió en socio de la coalición del gobierno de Gruevski.